# Bayou Romance
Pour plus de détails, voir Fiche technique et Distribution.
Bayou Romance est un film américain réalisé par Alan Myerson, sorti en 1982.

## Synopsis
Aux États-Unis, Lily, trentenaire et dessinatrice publicitaire, quitte la ville pour se rendre en Louisiane où elle vient d'hériter d'une plantation. Elle découvre que son domaine est squatté par des bohémiens. Le docteur créole qui convoite la plantation cherche à gagner ses faveurs sous le prétexte de l'aider. Mais Lily s'éprend du séduisant gitan Stefan sur lequel Rena, une fille de son clan, a des vues malgré la désapprobation de son père Zanko. Romances et luttes d'intérêts s'interfèrent et engendrent des affrontements qui se muent en drames.

## Fiche technique
- Titre original : Bayou Romance
- Réalisation : Alan Myerson
- Scénario : Giovanna Nigro-Chacon, Joyce Perry
- Production : Charlotte Savitz
- Société de production : Courtship Productions (États-Unis)
- Société de distribution : Prims Entertainment (États-Unis)
- Pays d’origine :  États-Unis
- Langue originale : anglais
- Format : 35 mm — couleur — son mono
- Genre : drame
- Durée : 95 minutes
- Date de sortie :
  - États-Unis : 1982
- Film non répertorié par la MPAA (États-Unis) et le CNC (fr)

## Distribution
- Annie Potts : Lily
- Paul Rossilli : Stefan
- Michael Ansara : Zanko
- Amanda Horan Kennedy : Rena
- Michael Durrell : Christian
- Eugene Jackson : Jethro
- Virginia Capers : la mama
- Louis Jourdan (non crédité)